# Filosofía cristiana

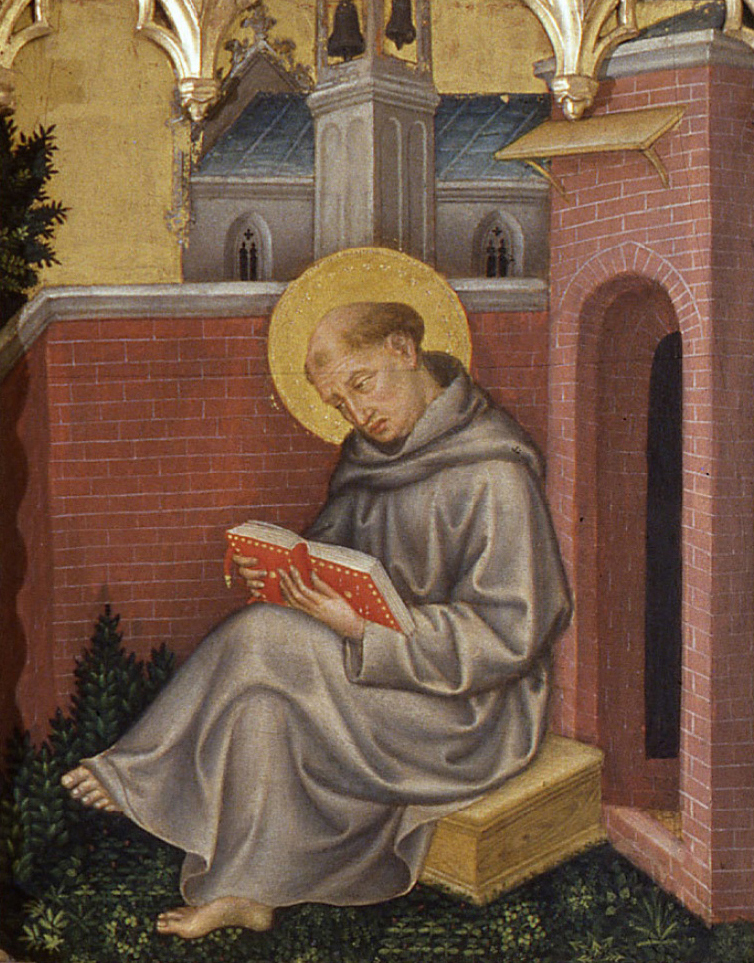
Santo Tomás estudiando.

La filosofía cristiana es la filosofía presente dentro de las doctrinas del cristianismo. El estudio de su desarrollo ha planteado muchos problemas a lo largo de la historia del pensamiento. 

## Historia
Clemente de Alejandría y Orígenes se convirtieron en los fundadores de la filosofía cristiana. Ciertamente el término de filosofía cristiana ha planteado muchos problemas a lo largo de la historia del pensamiento. 

## Períodos de la filosofía cristiana

### Período antiguo o de iniciación (DelsigloIalV)
- Padres apostólicos (siglo I); pensadores cuya vida transcurrió en los tiempos apostólicos. Destaca san Clemente de Roma.

- Padres de la Iglesia o patrística (siglos II y IV); Con la excepción de san Agustín de Hipona (354–430), no crearon un sistema filosófico completo. El pensamiento agustiniano dominará toda la filosofía medieval hasta el siglo XIII, en que surgirá Tomás de Aquino:

a) Padres apologistas (siglo II); destacan san Justino y Tertuliano. Defendieron al Cristianismo de los ataques paganos. Filosóficamente no tienen gran interés; en general, su postura frente a la filosofía pagana es adversa;
b) Escuela cristiana de Alejandría (siglos II y III); primeros intentos de exposición sistemática del pensamiento cristiano en términos filosóficos. Reivindicaron el cristianismo como la expresión más perfecta del pensamiento filosófico. Tuvo como fin ilustrar y formar a los cristianos y atraer a los gentiles a la fe cristiana. Destacan san Clemente de Alejandría y Orígenes. Postura conciliadora respecto de la filosofía;
c) Los capadocios (siglo IV); en su enseñanza cristiana manejan todo el instrumental de la filosofía griega. Destacan san Basilio, san Gregorio Nacianceno y san Gregorio de Nisa, originarios de Cesarea de Capadocia.
d) San Agustín de Hipona (354 - 430)

### Período de transición (siglosValVIII)
Al final del período anterior, o inicio de este, hay que incluir a San Agustín, dentro de la corriente de pensamiento cristiano latino o de los Padres Latinos. Se sitúa entre los cristianos que realiza un diálogo con Platón, en el contexto del platonismo de la época (neoplatonismo, en particular Plotino) en orden a una síntesis cristiana.  Debido a la caída del Imperio Romano de Occidente, que le privó a este de la rica tradición cristiana de los Santos Padres Orientales o  Griegos, la síntesis agustiniana tuvo enorme importancia para la Europa occidental medieval. Ha influido en la filosofía de la historia, filosofía política y jurídica (su obra la Ciudad de Dios). En la filosofía de la temporalidad (meditación del tiempo en Las Confesiones) y de la interioridad existencial (el género literario de Las Confesiones y posterior Retractaciones) hasta el punto de ser reconocido como el gran "maestro de la interioridad". En la filosofía de la naturaleza  (doctrina evolutiva de la creación, en sus comentarios bíblicos sobre el Génesis). Si se sigue los períodos de la historia de la filosofía, en el período medieval y renacentista,  el llamado agustinismo político, debido especialmente a su obra La Ciudad de Dios. Santo Tomás de Aquino, si bien se destaca en el siglo XIII por su original diálogo con Aristóteles en el esfuerzo por cristianizarlo, no deja de citar a San Agustín, siendo a esa altura una Autoridad (Auctóritas) indiscutible de la filosofía cristiana medieval. En la filosofía moderna, con René Descartes,  la existencia pensante como fundante de la certeza del yo y de la realidad;  y sus derivaciones en el idealismo romántico alemán. Por último, irrumpe en el pensamiento contemporáneo vigorosamente con la fenomenología del tiempo interior de la conciencia (Edmundo Husserl) y el existencialismo de su discípulo Martin Heidegger (sus análisis fenomenológico - existenciales de la "tensio ánimi" como movimiento existencial del deseo-pasión, las "tentatio ánimi", en la trama de la intencionalidad fenomenológica). Dentro de esta corriente filosófica, Hanna Harendt y su ética política. 
En cuanto a las relaciones de la razón con la fe (cristiana) son aquí fundamentales las expresiones agustinianas: "cree para entender" (credere ut intelligam) y "la fe que busca la inteligencia" (fides quaerens intellectus), legitimando el uso teológico y filosófico de la razón.  Expresiones de influjo decisivo para la posteridad (sobre todo a partir de San Anselmo). También, las relaciones fecundas entre amor y verdad: "nadie ama lo que no conoce", "no se entra en la verdad sino por el amor". Los aspectos gnoseológicos y psicológicos aquí implicados fueron tratados ampliamente por la escuela medieval franciscana (Duns Scoto, para destacar, entre los pensadores reconocidos). 
- Pseudo Dionisio: personaje anónimo, probablemente del siglo V; gozará de gran prestigio entre los escritores cristianos de los siglos VI y VII.

- Boecio (hacia 480–525); traduce y comenta algunos libros del Organon aristotélico; el conocimiento que se tiene de Aristóteles en la Edad Media hasta el siglo XI se debe, fundamentalmente, a su aportación personal.

- Beda el Venerable (siglos VII–VIII). su pluma escribió sobre temas diversos, desde música hasta religión. De hecho, en ocasiones, se le considera como un Padre de la Iglesia.

- San Isidoro de Sevilla (siglos VI–VII), quien funda una escuela para la formación del clero que actúa como foco de cultura para toda España; escribe las Etimológicas, obra de carácter enciclopédico muy consultada en la Edad Media.

### III. Escolástica (siglosIXalXIV)
- Período de formación (siglos IX al XI); el renacimiento carolingio: hacia el año 800, Carlomagno funda una academia para la formación de los gobernantes que da lugar a un importante período de desarrollo cultural en el siglo IX:

Juan Escoto Erígena (primera mitad del siglo IX);
San Anselmo (1033–1109); importante filósofo, en particular por su «argumento ontológico» para la demostración de la existencia de Dios.
- Período de desarrollo (siglo XII). El problema fundamental más tratado fue el de los universales:

a) la escuela de Chartres. Destaca Juan de Salisbury;
b) la escuela de San Víctor. Destaca Hugo de San Víctor.
- Período de apogeo (siglo XIII):

a) Aristotelismo cristiano: recuperación del pensamiento aristotélico. Destacan san Alberto Magno (1206–1280) y santo Tomás de Aquino (1224–1274);
b) Filosofía del franciscanismo: vuelta al agustinismo y platonismo. Destacan san Buenaventura (1221–1274) y Duns Scoto (1266–1308).
- Decadencia (siglos XIV y XV):

Guillermo de Ockham (1290–1349).

### Reforma católica y protestante (siglosXValXVIII)
| - Johannes Reuchlin (alemán, 1455-1522). - Erasmo de Róterdam (neerlandés, 1466-1536). - Francisco de Vitoria (español, 1483 o 1486-1546) - Juan Luis Vives (español, 1492-1540). - Domingo de Soto (español, 1504-1560). - Melchor Cano (español, 1509-1560). - Domingo Báñez (español, 1528-1604) - Gabriel Vásquez (español, 1549-1604). - Juan de Mariana (español, 1536-1624). - Francisco Suárez (español, 1548-1617). - Tomás de Lemos (español, ?-1629). | - Diego Álvarez (español, ?-1635). - Francisco Sylvio (belga, ?-1649). - Blaise Pascal (francés, 1623-1662). - Francisco de Araujo (español, ?-1664). - Pedro de Godoy (español, ?-1667). - Felipe de la Santísima Trinidad (francés, ?-1671). - Honoré Fabri (o Faber) (1607-1683). - André Dacier (francés, 1651-1722). - Giambattista Tolomei (italiano, 1653-1726). |

### SiglosXVIIIyXIX
| - Lorenzo Altieri (italiano, 1671-1741). - Charles René Billuart (francés, 1685-1757). - Berthold Hauser (1713-1762). - Francesco Grassi (italiano, 1715-1773). - Joseph (von) Zanchi (croata, 1710-1786). - Nicolas-Sylvestre Bergier (francés, 1718-1790). - Gaspar Sagner (1720-1781). - Salvatore Roselli (italiano, 1722-1784). - Baltasar Masdeu (español, 1741-1820). - Bartolomeo Bianchi (italiano, 1761-?). - Vincenzo Buzzetti (italiano, 1777-1824). - Luigi Taparelli D'Azeglio (italiano, 1793-1862). - Jaime Balmes (español, 1810-1848). - Angelo Testa (italiano, 1788-1873). - Søren Kierkegaard (danés, 1813-1855). - Gaetano Sanseverino (italiano, 1811-1865). | - Joseph Kleutgen (alemán, 1811-1883). - Carlo Maria Curci (italiano, 1809-1891) - Mateo Liberatore (italiano, 1810-1892). - Joaquín Fonseca (español, 1822-1890). - Albert Stóckl (alemán, 1823-1895). - Ceferino González (español, 1831-1894). - Tommaso Zigliara (francés [corso], 1833-1893). - Tilmann Pesch (alemán, 1836-1899). - Domet de Vorges (francés, 1829-1910). - Michael Glossner (1837-1909). - Heinrich Seuse Denifle (belga, 1844-1905). - Giuseppe Prisco (italiano, 1835-1923). - Norberto del Prado (español, 1852-1918). - Albert Farges (francés, 1848-1926). - James Martineau (inglés, 1805-1900). |

La época alrededor de 1800 significa una pausa histórica, no sólo en la historia europea en general —desde la Revolución francesa, pasando por las guerras napoleónicas, hasta el Congreso de Viena y la Restauración—, sino en particular también en la historia de la cultura: es un fin y un nuevo comienzo. La filosofía cristiana (católica) en su forma tradicional parece superada y casi totalmente barrida por los seguidores del filósofo racionalista (católico) René Descartes que, intentando demostrar que la verdad existe en un mundo que se volvía escéptico, dejó de lado la fe y los sentimientos, marcando toda la filosofía moderna y contemporánea a favor o contra del racionalismo, así surgen: la Ilustración, el pastor cristiano pero no católico Immanuel Kant, el idealismo y el positivismo (hiper-racional o cientificista). En esta situación se produce un nuevo despegue de orientaciones y enfoques metodológicos, adecuados a los hechos, en el pensamiento cristiano.

### VI. SiglosXXyXXI
| - Juan González Arintero (español, 1860-1928). - Ambroise Gardeil (francés, 1859-1931). - J. Mausbach (1861-1931). - Pedro Mandonnet (1858-1936). - Simon Deploige (belga, 1868-1927). - Francisco Marín-Sola (español, 1873-1932). - Édouard Hugon (francés, 1867-1929). - Joseph Gredt (luxemburgués, 1863-1940). - Antonin-Dalmace Sertillanges (francés, 1863-1948). - Emeterio Valverde y Téllez (mexicano, 1864-1948). - Joseph Fröbes (1866-1947). - Josef Donat (1868-1946). - Marie Dominique Roland-Gosselin (francesa, 1883-1934). - Martin Grabmann (alemán, 1875-1949). - Ramón Orlandis (español, 1873-1958). - Gallus M. Manser (suizo, 1866-1950). - Joseph Anton Maria Geyser (1869-1948). - Manuel García Morente (español, 1886-1942). - Giuseppe Zamboni (italiano, 1875-1950). - Manuel Barbado (español, 1884-1945). - Joseph de Tonquédec (francés, 1868-1962). - Emilio Chiocchetti (italiano, 1880-1951). - Mariano Cordovani (italiano, 1883-1950). - Amato Masnovo (italiano, 1880-1955). - Albino González Menéndez-Reigada (español, 1881-1958). - Réginald Garrigou-Lagrange (francés, 1877-1964). - Jacques Chevalier (francés, 1882-1962). - Thomas Verner Moore (estadounidense, 1877-1969). - Francesco Olgiatti (italiano, 1886-1962). - Hans Meyer (alemán?, 1884-1966). - Yves Simon (francés, 1900-1958). - Régis Jolivet (francés, 1891-1966). - Juan Zaragüeta Bengoechea (español, 1883-1974) - Santiago Ramírez Ruiz de Dulanto (español, 1891-1967). - Umberto Padovani (italiano, 1894-1968). - Heinrich Albert Rommen (alemán, 1897-1967). - Étienne Gilson (francés, 1884-1978). - François-Joseph Thonnard (luxemburgués, 1886-1974). - Oswaldo Robles (mexicano, 1905-1969). - Tomás D. Casares (argentino, 1895-1976). - Charles De Koninck (belga-canadiense, 1906-1965). - Louis Lachance (canadiense [québécois], 1899-1963). - Sebastiaan Peter Cornelis Tromp (holandés, 1889-1975). - Alois Dempf (alemán, 1891-1982). - Johannes Messner (austríaco, 1891-1984). - Nimio de Anquín (argentino, 1896-1979). - Mário Ferreira dos Santos (brasileño, 1907-1968). - Jaume Bofill Bofill (español, 1910-1965). - Aniceto Fernández Alonso (español, 1895-1981). - Julio Meinvielle (argentino, 1905-1973). - Henri Grenier (canadiense, 1899-1980). - Leonardo Castellani (argentino, 1899-1981). - Guillermo Fraile (español, 1909-1970). - Oswald von Nell-Breuning (alemán, 1890-1991). - Antón C. Pegis (estadounidense, 1905-1978) - Jordán Bruno Genta (argentino, 1909-1974). - Paul-Bernard Grenet (francés, 1912-1973). - Luis Legaz Lacambra (español, 1906-1980). - Bernhard Welte (alemán, 1906-1983). - Giovanni Felice Rossi (italiano, 1905-1987). - José Ignacio Alcorta Echebarría (español, 1910-1983). - Bernhard Lakebrink (alemán, 1904-1991). - Józef Maria Bocheński (polaco, 1902-1995). - Sofia Vanni Rovighi (italiana, 1908-1990). - Augusto Del Noce (italiano, 1910-1989). - Jean Guitton (francés, 1901-1999). - Marcel De Corte (belga, 1905-1994). - Osvaldo Lira (chileno, 1904-1996). - Josef Pieper (alemán, 1904-1997). - Frederick Copleston (inglés, 1907-1994). - Antonio Gómez Robledo (mexicano, 1908-1994). - Teófilo Urdánoz (español, 1912-1987). - Michel Villey (francés, 1914-1988). - Roger Verneaux (francés, 1906-1997). - Gustave Thibon (francés, 1903-2001). - Joseph de Finance (francés, 1904-2000). - William Gueydan de Roussel (franco-argentino, 1908-1996). - Stanislaus Ladusãns (letón, 1912-1993). - Cornelio Fabro (italiano, 1911-1995). - Francesco D’Agostino (italiano, 1906-2000). - Ángel González Álvarez (español, 1916-1991). - Octavio Derisi (argentino, 1907-2002). - Arthur Fridolin Utz (suizo, 1908-2001). - Henry Veatch (estadounidense, 1911-1999). - José Todolí Duque (español, 1915-1999). - José Pedro Galvão de Sousa (brasileño, 1912-1992). - Carlos Alberto Sacheri (argentino, 1933-1974). - Jean Ousset (Jean-Marie Vaissière) (francés, 1914-1994). - Russell Kirk (estadounidense, 1918-1994). - Carlos Alberto Disandro (argentino. 1919-1994). - Joseph Owens (estadounidense, 1908-2005). - Jorge Uscatescu (rumano, 1919-1995). - Frederick Wilhelmsen (estadounidense, 1923-1996). - Alberto Wagner de Reyna (peruano, 1915-2006). - Carlos Cardona (español, 1930-1993). - Armand Augustine Maurer (estadounidense, 1915-2008). - Dario Composta (italiano, 1917-2002). - Armando Bandera (español, 1920-2002). - Victorino Rodríguez (español, 1926-1997). - Guido Soaje Ramos (argentino, 1918-2005). - Rafael Gambra (español, 1920-2004). - Marcel Clément (francés, 1921-2005). - Sergio Cotta (italiano, 1920-2007). - Emilio Komar (Milan Komar, esloveno-argentino, 1921-2006). - Benedict Ashley (estadounidense, 1915-2013). - Juan Vallet de Goytisolo (español, 1917-2011). - Juan Alfredo Casaubón (argentino, 1919-2010). - Rubén Calderón Bouchet (argentino, 1918-2012). - Agustín Basave Fernández del Valle (mexicano, 1923-2006). - Norman J. Kretzmann (estadounidense, 1928-1998). - Jesús Arellano Catalán (español, 1921-2009). - Fernando Inciarte (español, 1929-2000). - Roberto J. Brie (argentino, 1926-2003). - Thomas Molnar (húngaro-estadounidense, 1921-2010). | - Francisco Canals Vidal (español, 1922-2009). - William F. Buckley, Jr. (estadounidense, 1925-2008). - William A. Wallace (1923-2011). - Jean Arfel (Jean Madiran) (francés, 1920-2013). - Anna-Teresa Tymieniecka (polaca, 1923-2014). - Abelardo Lobato (español, 1925-2012). - René Girard (francés, 1923-2015). - Ralph McInerny (estadounidense, 1929-2010). - Tomáš Týn (checo, 1950-1990). - Battista Mondin (italiano, 1926-2015). - Ricardo Yepes Stork (español, 1953-1996). - Tadeusz Styczeń (polaco, 1931-2010). - Carlos Llano Cifuentes (mexicano, 1932-2010). - Alberto Caturelli (argentino, 1927-2016). - Paul Sigmund (estadounidense, 1929-2014). - Mariano Artigas (español, 1938-2006). - Francesco Gentile (italiano, 1936-2009). - Leo J. Elders (holandés, 1926-2019). - Robert Spaemann (alemán, 1927-2018). - James V. Schall (estadounidense, 1928-2019). - Germain Grisez (franco-estadounidense, 1929-2018). - Lawrence Dewan (canadiense, 1932-2015). - Avelino Manuel Quintas (argentino, 1925-2017). - Juan Enrique Bolzán (argentino, 1926-2017). - Bernard Ryosuke Inagaki (japonés, 1928-2022). - Pedro Suñer Puig (español, 1930-2021). - Norman Geisler (estadounidense, 1932-2019). - Alfonso Gómez-Lobo (chileno-estadounidense, 1940-2011). - Abelardo Pithod (argentino, 1932-2019). - Michel Schooyans (belga, 1930-2022). - Javier Hervada (español, 1934-2020). - Alasdair MacIntyre (escocés, 1929-2025). - Jan Adrianus Aertsen (holandés, 1938-2016). - Aníbal E. Fosbery (argentino, 1933-2022). - Juan Antonio Widow (chileno, 1935-2024). - Edward Władysław Kaczyński (polaco, 1937-2022). - Héctor Humberto Hernández (argentino, 1943-2021). - Rafael Alvira (español, 1942-2024). - Giovanni Invitto (italiano, 1943-2023). - Alejandro Llano Cifuentes (español, 1943-2024). - Jean-Pierre Torrell (francés, 1927). - Alfonso López Quintás (español, 1928). - Joseph Gevaert (belga, 1930). - Alfredo Sáenz (argentino, 1932). - David Burrell (estadounidense, 1933). - Richard Swinburne (inglés, 1934). - Peter Kreeft (estadounidense, 1937). - Antonio Livi (italiano, 1938). - Vittorio Possenti (italiano, 1938). - Bernardino Montejano (argentino, 1939). - Timothy McDermott (1940). - Antonio Orozco-Delclós (español, 1940). - Alfonso Pérez de Laborda (español, 1940). - Lluís Clavell (español, 1941). - Francesco Viola (italiano, 1942). - John Francis Wippel (estadounidense, 1942). - Ralph Martin (estadounidense, 1942). - Joseph M. Boyle (1942). - Jesús Ballesteros Llompart (español, 1943). - Eduardo Martín Quintana (argentino, 1943). - Andrés Ollero Tassara (español, 1944). - Carlos Ignacio Massini (argentino, 1944). - Félix Adolfo Lamas (argentino, 1944) - Juan José Sanguineti (argentino, 1944). - Romanus Cessario (estadounidense, 1944). - Danilo Castellano (italiano, 1945). - Mario Enrique Sacchi (argentino, 1945). - Eudaldo Forment (español, 1946). - Jean-Luc Marion (francés, 1946). - Rodolfo Vigo (argentino, 1946). - Olavo de Carvalho (brasileño, 1947-2022). - Eleonore Stump (estadounidense, 1947). - Terence Irwin (norirlandés, 1947). - Rocco Buttiglione (italiano, 1948). - John Francis Xavier Knasas (estadounidense, 1948). - Russel Hittinger (estadounidense, 1949). - Deal Wyatt Hudson (estadounidense, 1949). - José Miguel Gambra (español, 1950). - Martin Rhonheimer (suizo, 1950). - Blanca Castilla de Cortázar Larrea (española, 1951-2025). - Tomás Alvira Domínguez (español, 1951). - Brian Davies (británico, 1951). - Tomás Melendo (español, 1951). - Sergio Belardinelli (italiano, 1952) - Gilles Emery (suizo, 1952). - Michael D. Torre (1953). - John Joseph Haldane (británico, 1954). - Thomas Storck (estadounidense, 1955). - Álvaro Calderón (argentino, 1956). - Gabriel Chalmeta Olaso (español, 1957). - Scott Hahn (estadounidense, 1957). - Robert Charles Koons (estadounidense, 1957). - Ignacio Andereggen (argentino, 1958). - Lawrence Feingold (1959). - Byung-Chul Han (coreano, 1959). - Francis J. Beckwith (estadounidense, 1960). - Tomás Heinrich Stark (alemán, 1960). - Miguel Ayuso (español, 1961). - Juan Fernando Sellés (español, 1961). - Sergio Raúl Castaño (argentino, 1962). - Javier Barraycoa (español, 1963). - David Oderberg (australiano, 1963). - Miguel Pérez de Laborda (español, 1963). - Steven Jensen (estadounidense, 1965). - Andrew Pinsent (estadounidense, 1966). - Edward Feser (estadounidense, 1968). - Juan Manuel de Prada (español, 1970). - Chad Ripperger (estadounidense, 1971). - Thomas Joseph White (estadounidense, 1971). - Taylor Marshall (estadounidense, 1973). - Thomas Joseph White (1975). - Dante Abelardo Urbina Padilla (peruano, 1991). - Eva Vlaardingerbroek (neerlandesa, 1996). |

| Escuela de Lovaina (tomismo trascendental) - Désiré Félicien-François-Joseph Mercier (belga, 1851-1926). - Désiré Nys (belga, 1859-1927). - Pierre Rousselot (francés, 1878-1915). - S. Desploige (1868-1927). - Maurice De Wulf (belga, 1867-1947). - Joseph Maréchal (belga, 1878-1944). - L. Noél (1878-1955). - N. Balthasar (1882-1959). - Erich Przywara (alemán, 1889-1972). - Jaques Leclercq (belga, 1891-1971). - Louis De Raeymaeker (belga, 1895-1970). - Bernard Lonergan (canadiense, 1904-1984). - Walter Brugger (alemán, 1904-1990). - Johannes Baptist Lotz (alemán, 1903-1992). - Fernand Van Steenberghen (belga, 1904-1993). Existencialismo cristiano - Lev Shestov (ruso, 1866-1938). - Ferdinand Ebner (austríaco, 1882-1931). - Gabriel Marcel (francés, 1889-1973). - Pierre Boutang (francés, 1916-1998). Espiritualismo cristiano - Antonio Rosmini (italiano, 1797-1855). - Luigi Stefanini (italiano, 1891-1956). - Michele Federico Sciacca (italiano, 1908-1975). - Luigi Pareyson (italiano, 1918-1991). Suarecianismo - Pedro Descoqs (francés, 1877-1946). - José Hellín Lasheras (español, 1883–1973). - Fernando María Palmés (español, ¿?). - Eleuterio Elorduy (español, 1896-1990). - Juan Roig Gironella (español, 1912–1982). - Ismael Quiles Sánchez (hispano-argentino, 1906-1993). - Jaime Echarri (español, 1909-1990). - Jesús Iturrioz (español, 1909-1998). - Leovigildo Salcedo (español, 1909-2003). - José María de Alejandro Lueiro (español, 1910-2002). - Clemente Fernández (español, ¿?). Realismo dinámico - Tommaso Demaria (italiano, 1908-1996). | Fenomenólogos cristianos - Edith Stein (Santa Teresa Benedicta de la Cruz O.C.D., 1891-1942). - Hedwig Conrad-Martius (alemana, 1888-1966). - Johannes Hessen (alemán, 1889-1971). - Roman Witold Ingarden (polaco, 1893-1970). - Dietrich von Hildebrand (alemán, 1889-1977). - Michel Henry (francés, 1922-2002). - Antonio Millán-Puelles (español, 1921-2005). - Josef Seifert (austríaco, 1945). - Antonio Pintor Ramos (español, 1947). Escuela de Lublin - Stefan Swiezawski (polaco, 1907-2004). - Georges Kalinowski (Jerzy Dominik Maria Kalinowski) (polaco, 1916-2000). - Karol Wojtyła (polaco, 1920-2005). - Mieczysław Albert Krąpiec (polaco, 1921-2008). - Tadeusz Styczeń (polaco, 1931-2010). Analíticos cristianos - Elizabeth Anscombe (irlandesa, 1919-2001). - James F. Ross (estadounidense, 1931-2010). - Alvin Plantinga (estadounidense, 1932). - John Finnis (australiano, 1940). - William Lane Craig (estadounidense, 1949). - John J. Haldane (escocés, 1954). - Robert P. George (estadounidense, 1955). - Giovanni Ventimiglia (italiano, 1964). Personalismo cristiano - Romano Guardini (alemán, 1885-1968). - Emmanuel Mounier (francés, 1905-1950). - Jacques Maritain (francés, 1882-1973). - Maurice Nedoncelle (francés, 1905-1976). - Leonardo Polo (español, 1926-2013). - Urbano Ferrer Santos (español, 1948). - Juan Manuel Burgos (español, 1961). Hermenéutica analógica - Mauricio Beuchot (mexicano, 1950). - Víctor Samuel Rivera (peruano, 1964). - Sixto José Castro (español, 1970). Razón vital - Harold Raley (norteamericano, 1934-2024). - Enrique González Fernández (español, 1962). |

A fines del siglo XIX y en concreto durante el siglo XX una serie de pensadores cristianos impulsados por la carta encíclica Aeterni Patris de León XIII empezaron a discutir en torno a la existencia de la filosofía cristiana, Étienne Gilson fue uno de los primeros en defender la existencia de una filosofía cristiana, eso causó revuelo en los pensadores de los primeros años del siglo XX, también el historiador racionalista Émile Bréhier se suma a la discusión argumentando en contra, así vemos que en 1931 la Sociedad francesa de filosofía promovió un primer debate en torno al tema en el que participaron, además de los mencionados, Léon Brunschvicg, Gabriel Marcel, Maurice Blondel, Marie-Dominique Chenu y Jacques Maritain, entre otros. Tiempo después Martin Heidegger se opondría resueltamente al concepto mismo de filosofía cristiana, y sus argumentos han tenido y tienen aún gran influjo en el pensamiento filosófico. Paradójicamente Heidegger es discípulo de Husserl, que descubre la fenomenología gracias a su maestro el presbítero (cura) católico que le enseñó la filosofía del doctor Santo Tomás de Aquino. Además, en el año 1998 Juan Pablo II con su carta encíclica Fides et ratio reabriría el debate de la existencia de la filosofía cristiana haciendo un llamado a que se siga investigando, de esta forma queda claro la existencia de la filosofía cristiana (específicamente católica, centro y origen del cristianismo no católico posterior a Lutero).Lo mismo el Papa Benedicto XVI exhortó a los católicos el retorno a la lectura de los Padres de la Iglesia y el uso de los recursos de la hermenéutica filosófica. Algunos filósofos cristianos, entre ellos Antonio Livi, han estado argumentando a favor de la existencia de la misma, aunque aún hay mucho trabajo que realizar en ese campo.
Según ello, y desde otro punto de vista, «Ortega y Marías invitan a elaborar una nueva filosofía cristiana, distinta de la vieja, en la cual ha pesado excesivamente la herencia conceptual del pensamiento griego, ajeno al cristianismo. Resulta una rémora del pensamiento el sustancialismo, el naturalismo y la entificación de la realidad. Es menester un enérgico esfuerzo para apartarse de imágenes recibidas, mantenidas inercialmente, a veces durante siglos, procedentes, en gran parte, de actitudes no cristianas». Desde esta perspectiva se «invita a hacer una nueva filosofía cristiana, distinta de la vieja: esta fue elaborada con categorías procedentes del paganismo y, en lugar de partir del Evangelio para comprenderlo con conceptos filosóficos apropiados a él, fuerza al propio Evangelio a adaptarse a unas categorías previas y ajenas, provenientes de una metafísica radicalmente opuesta, que perturban el mensaje revelado porque cosifican al hombre y, por tanto, a Dios».